# Mossgöl (Hallingebergs socken, Småland)
Mossgöl är en sjö i Västerviks kommun i Småland och ingår i Storån-Botorpsströmmens kustområde.